# Vălani de Pomezeu
Vălani de Pomezeu – wieś w Rumunii, w okręgu Bihor, w gminie Pomezeu. W 2011 roku liczyła 609 mieszkańców.